# Salmo peristericus
Salmo peristericus là một loài cá nước ngọt trong họ Salmonidae. Đây là loài đặc hữu lưu vực hồ Prespa ở khu vực biên giới Hy Lạp và Cộng hòa Macedonia.
Bốn quần thể được biết, một ở suối Agios Germanos tây bắc Hy Lạp, các quần thể kia ở các sông Brajcinska và Kranska và suối Leva Reka của Macedonia.